# اتحادیه چورمنکاتی
اتحادیه چورمنکاتی (به لاتین: Churamankati Union) یک منطقهٔ مسکونی در بنگلادش است که در Jessore Sadar Upazila واقع شده‌است.
 اتحادیه چورمنکاتی ۷۷٫۷۰ کیلومتر مربع مساحت و ۴۱٬۹۵۶ نفر جمعیت دارد.